# Knytling
Knytling (Herniaria glabra) är en växtart i familjen nejlikväxter.
Stänglarna blir vanligtvis 5-15 cm långa, i extrema fall 30 cm, och bär ungefär 5 millimeter långa blad.